# Prinzipalmarkt 5

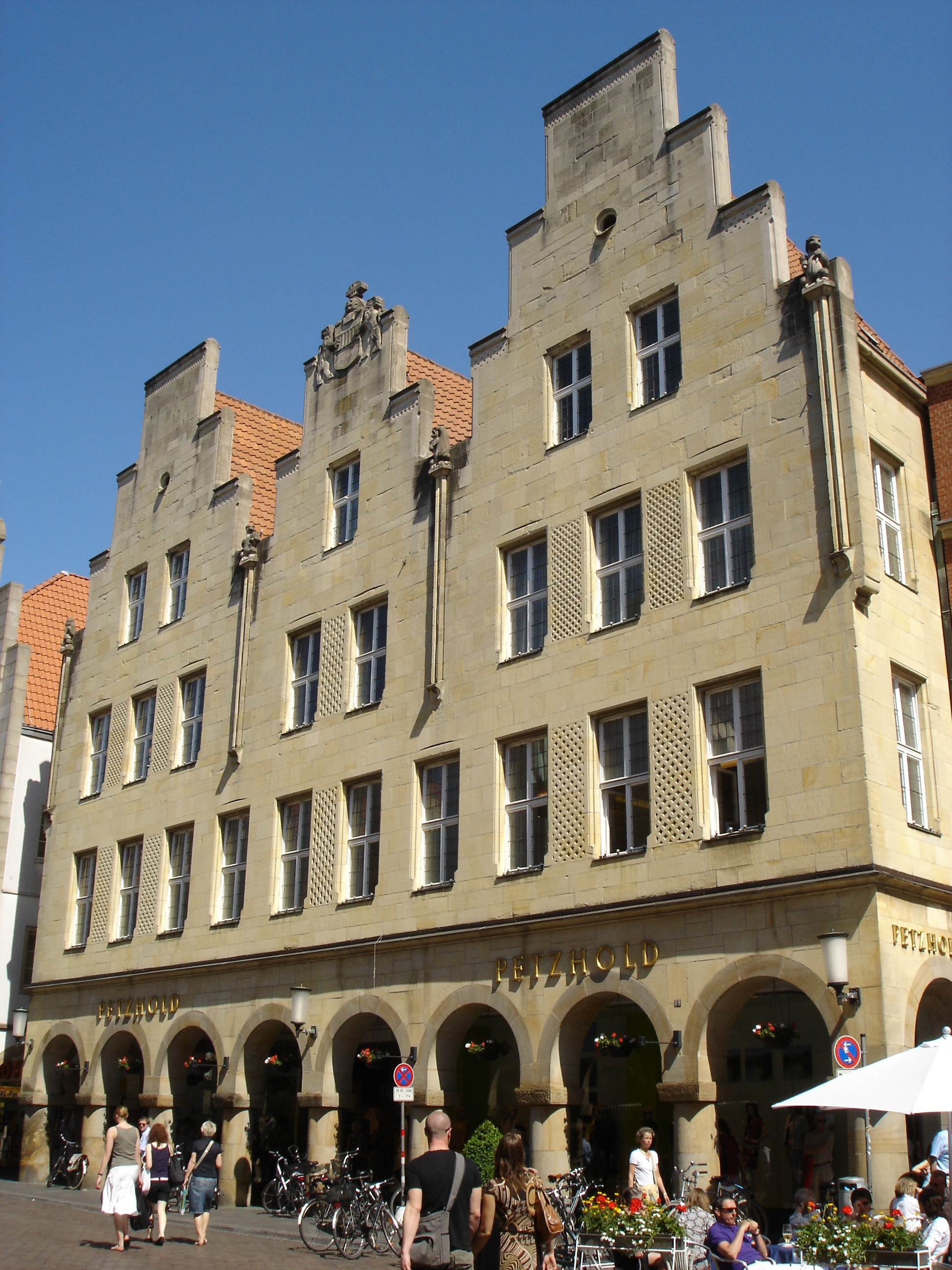
Das wiedererrichtete Gebäude Prinzipalmarkt Nr. 5

Das Gebäude Prinzipalmarkt 5 ist eines der erneuerten, historischen Giebelhäuser am Prinzipalmarkt der westfälischen Stadt Münster. Heute ist es ein modernes Geschäftshaus und Bürogebäude.

## Bebauung mit drei Giebelhäusern
Vermutlich um 1500 wurden an dieser Stelle drei zum Prinzipalmarkt giebelständige Häuser erbaut. Der Bau des Thurn und Taxis’schen Postamtes an der ehemaligen Postgasse, mit dem Giebel zur Lambertikirche hin, erfolgte 1643. Östlich benachbart stand in der Postgasse das Brauhaus des Gastwirtes Laporte, dessen Hotel Königskrone auf dem Kornmarkt zu finden war.
Der Kaufmann Franz Wilhelm Cruse erwarb 1777 das größere der zwei zum Prinzipalmarkt hin gelegenen Giebelhäuser von einer Witwe Mengelkamp. Da sich das Gebäude in einem schlechten Zustand befand, bekam er am 10. November 1777 von der Stadt die Auflage, das Haus neu zu errichten, wenn er es als Wohnhaus und Kaffeehauswirtschaft nutzen wollte. Im August 1778 zog er ein und betrieb kurz danach eine Wirtschaft, die ab 1779 dem Civil-Club Münster als Vereinslokal diente. Schon am 5. Februar gab es den ersten Ball im Hause. Einige Jahre später wurde das Gasthaus Cruse in Hotel Cruse umbenannt.
Der Schwiegersohn Bernard Anton Gerbaulet wurde 1797 neuer Eigentümer des Hauses und nannte es um in Hotel Gerbaulet. Sein Sohn und Nachfolger, Ferdinand August Gerbaulet, gab dem Hotel am 1. Januar 1824 den Namen König von England. Nach der Heirat mit Dora Schmedding im Jahr 1829, deren Elternhaus das Eckhaus zur Grütgasse war, kamen nach und nach die drei Giebelhäuser in den Besitz der Familie Gerbaulet. So lässt sich der Plan zu einem größeren Neubau erklären, zumal auch die Stadt Münster Interesse an einem Grand Hotel am Prinzipalmarkt zeigte.

## Neubau von 1841
Der Abriss der drei Giebelhäuser und des alten Posthauses erfolgte 1841, nachdem auch dieses Grundstück von der Familie Gerbaulet erworben worden war. Das neue Gebäude wurde mit großem Kapitalaufwand als vierstöckiges Haus mit großem Saal und, der Mode der Zeit entsprechend, im klassizistischen Stil ohne die für die traditionelle Bebauung am Prinzipalmarkt typischen Giebel errichtet.
Die Familie Gerbaulet gab das Hotel 1889 in andere Hände, nachdem es Hermann Gerbaulet ab 1860 mit seiner Mutter, und nach ihrem Tod 1881, alleine geführt hatte.
1896 wurde eine Aktiengesellschaft unter dem Vorsitz von Reichsgraf Bonifazius von Hatzfeldt-Trachenberg (1854–1921) Eigentümerin des Hauses. Das Gebäude wurde in Teilen aufwendig umgebaut, um den zeitgenössischen Ansprüchen an ein Hotel gerecht zu werden.
Das Hotel wurde 1916 noch in „Hohenzollernhof“ umbenannt, kurz bevor der Hotelbetrieb 1918 aufgegeben wurde und das Haus in das Eigentum der Stadt Münster überging. Diese vermietete Ladenlokale und Büroräume an diverse Unternehmen, das Haus trug nun den für Büro- und Geschäftshäuser häufig verwendeten Namen „Handelshof“.
Bei Luftangriffen auf Münster im Zweiten Weltkrieg wurde das Gebäude wie der Prinzipalmarkt in den Jahren 1943 bis 1945 zerstört.

## Wiederaufbau 1950/1951
Bereits bei Kriegsende 1945 setzte eine breite Diskussion um den Wiederaufbau Münsters ein, insbesondere um die Gestaltung des Prinzipalmarkts als „gute Stube“ der Stadt. Unter Beibehaltung der Grundstückszuschnitte, die für die Maßstäbe des 20. Jahrhunderts eigentlich zu klein und beengt waren, wurden hier Fassaden errichtet, die sich in vereinfachter Form an der Gestalt ihrer Vorgängerbauten orientierten, also weder zeitgenössisch moderne Neubauten noch bloße Kopien, Replikate oder Rekonstruktionen.
Da das giebellose Gebäude Prinzipalmarkt 5 von 1841 auch vor der Wiederaufbau-Diskussion häufig Kritik als disharmonischer Kontrast zur baulichen Umgebung und architektonischer Schandfleck erfahren hatte, erfolgte der Wiederaufbau 1950/1951 mit drei Giebeln, wie sie vor 1841 an der Baugruppe vorhanden waren. Der Mehraufwand dafür löste trotz des allgemeinen Konsenses zur Gestaltung des Prinzipalmarkts eine heftige Debatte im Rat der Stadt Münster aus, da die Stadt als Bauherrin des Hauses bei schlechter Finanzlage ein umfangreiches Bauprogramm im Rahmen des Wiederaufbaus der stark kriegszerstörten Stadt zu leisten hatte. Letztlich mutete die Stadt sich selbst damit aber nur einen Mehraufwand zu, den sie auch von allen anderen Bauherren am Prinzipalmarkt verlangte.
Nach der Fertigstellung des Hauses 1951 zog die schon seit 1937 im Hause ansässige Firma Heinrich Petzhold ins Erdgeschoss ein. Die oberen Etagen nutzt die Stadt für Büroräume.